# Юст (Німеччина)
Юст (нім. Juist) — сільська громада в Німеччині, розташована в землі Нижня Саксонія. Входить до складу району Аурих. Повністю займає 16,43 км2 території однойменного острова, що належить до східної групи архіпелагу Фризькі острови, розташованого у Північному морі на північ від узбережжя континентальної Німеччини. Знаходиться на захід від острова Нордернай.
Площа — 16,43 км2. Населення становить 1515 ос. (станом на 31 грудня 2021).